# Заїки (Полтавський район)
Заї́ки — село в Україні, в Опішнянській селищній громаді Полтавського району Полтавської області. У селі проживає одна особа.

## Географія
Село Заїки знаходиться на відстані 1 км від сіл Волошкове та Бухалівка. Поруч проходить автомобільна дорога Т 1710 (Р42).

## Історія
1859 року у козацькому хуторі налічувалось 17 дворів, мешкало 89 осіб (46 чоловічої статі та 43 — жіночої).